# John Marshall Legler
John Marshall Legler (* 9. September 1930 in Minneapolis, Minnesota; † 28. März 2014 in Salt Lake City, Utah) war ein US-amerikanischer Herpetologe. Sein Forschungsschwerpunkt waren die Schildkröten.

## Leben
Von 1952 bis 1953 war Legler Assistent in Humananatomie am Gustavus Adolphus College in St. Peter, Minnesota. 1953 erlangte er den Bachelor of Arts am Gustavus Adolphus College. Von 1953 bis 1957 war er Assistent in Zoologie an der University of Kansas. Von 1955 bis 1959 war er Assistenzkurator an der herpetologischen Abteilung des University of Kansas Natural History Museum. 1959 war er Assistenzdozent für Herpetologie an der University of Kansas, wo er im selben Jahr zum Ph.D. promoviert wurde. 1969 wurde er Professor für Biologie an der University of Utah, wo er ein Studienprogramm für Humananatomie entwickelte. 1997 trat er als emeritierter Professor zurück, um sich vollständig der Forschung zu widmen.
Legler ist vor allem für seine Schildkrötenprojekte bekannt geworden, darunter seine Ph.D.-Studie über die Schmuck-Dosenschildkröte (Terrapene ornata) in Kansas aus dem Jahr 1959 und die Erforschung von Land- und Süßwasserschildkröten in Mexiko und Zentralamerika, die in der Veröffentlichung seiner Hauptwerke The life History of the Slider Turtle (1971) and The Turtles of Mexico (2013) gipfelte. Letzteres Werk entstand in Zusammenarbeit mit Richard Carl Vogt.
Legler beschrieb einige neue Schildkrötenarten und -unterarten aus Nord- und Mittelamerika sowie Australien, darunter die Gelbrand-Gopherschildkröte (Gopherus flavomarginatus), die Alamos-Klappschildkröte (Kinosternon alamosae), die Costa-Rica-Klappschildkröte (Kinosternon angustipons), die Unterart Trachemys scripta taylori der Nordamerikanischen Buchstaben-Schmuckschildkröte, die Unterart Apalone spinifera atra der Dornrand-Weichschildkröte, die Fitzroy-Schildkröte (Rheodytes leukops) und die Mary-River-Schildkröte (Elusor macrurus). Ferner beschrieb er die Blindschlangenart Typhlops silus.
Leglers wichtigste Beiträge zum Artenschutz waren die von ihm entwickelten Techniken, die das unnötige Abschlachten unzähliger Schildkröten verhinderten, um Mageninhalt für Ernährungsstudien und Eier für Inkubationsstudien zu erhalten. Mit seinem Sohn Austin entwickelte er in Australien eine Technik, um an den Bauchinhalt von Schildkröten zu gelangen, ohne den Tieren lebensgefährliche Schäden zuzufügen. John Legler und Michael A. Ewert veröffentlichten die Technik der Induktion der Eiablage bei trächtigen Schildkröten durch die Injektion von Oxytocin im Jahr 1978 im Journal Herpetologica.

## Ehrungen und Dedikationsnamen
2010 wurde der Lehrstuhl für Humananatomie an der University of Utah nach John Legler benannt. 1958 ehrte Edward Harrison Taylor Legler im Artepitheton der Froschart Ptychohyla legleri.